# Cecina (fiume)
quelle fiere selvagge che in odio hanno
tra Cecina e Corneto i luoghi colti.
Quivi le brutte Arpie lor nidi fanno,
che cacciar de le Strofade i Troiani
con tristo annunzio di futuro danno.»
(Dante Alighieri, Divina Commedia - Inferno, Canto XIII)
Il fiume Cècina è un corso d'acqua della Toscana centro-meridionale che attraversa l'omonima valle nelle province di Grosseto, Siena, Pisa e termina il suo corso in provincia di Livorno nei pressi dell'omonima cittadina di Cecina.

## L'origine del nome
L'idronimo e toponimo Cecina è di origine etrusca ed è connesso al cognome di una potente gens etrusca originaria di Volterra, i Kaikna (o Ceicna), conosciuti in epoca romana come Caecina e variamente attestati in tutta la Val di Cecina. La terminazione in -na del toponimo e idronimo Cecina dimostrerebbe la derivazione dal nome della gens omonima, e non viceversa, in quanto -na «esprimerebbe la dipendenza e subordinazione del luogo alla gens che vi avrebbe esercitato il suo potere».

## Percorso

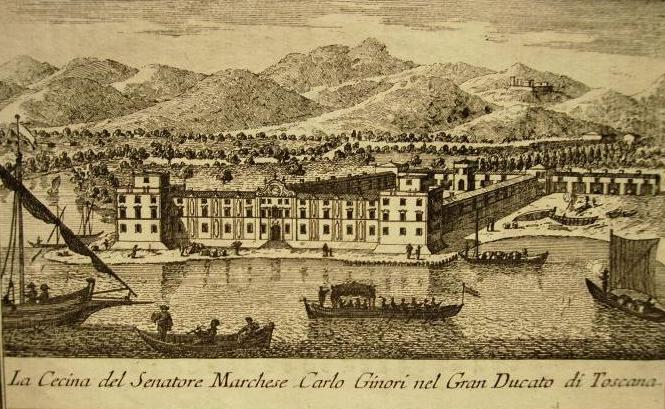
La foce del fiume Cecina e Villa Ginori in una stampa del 1751

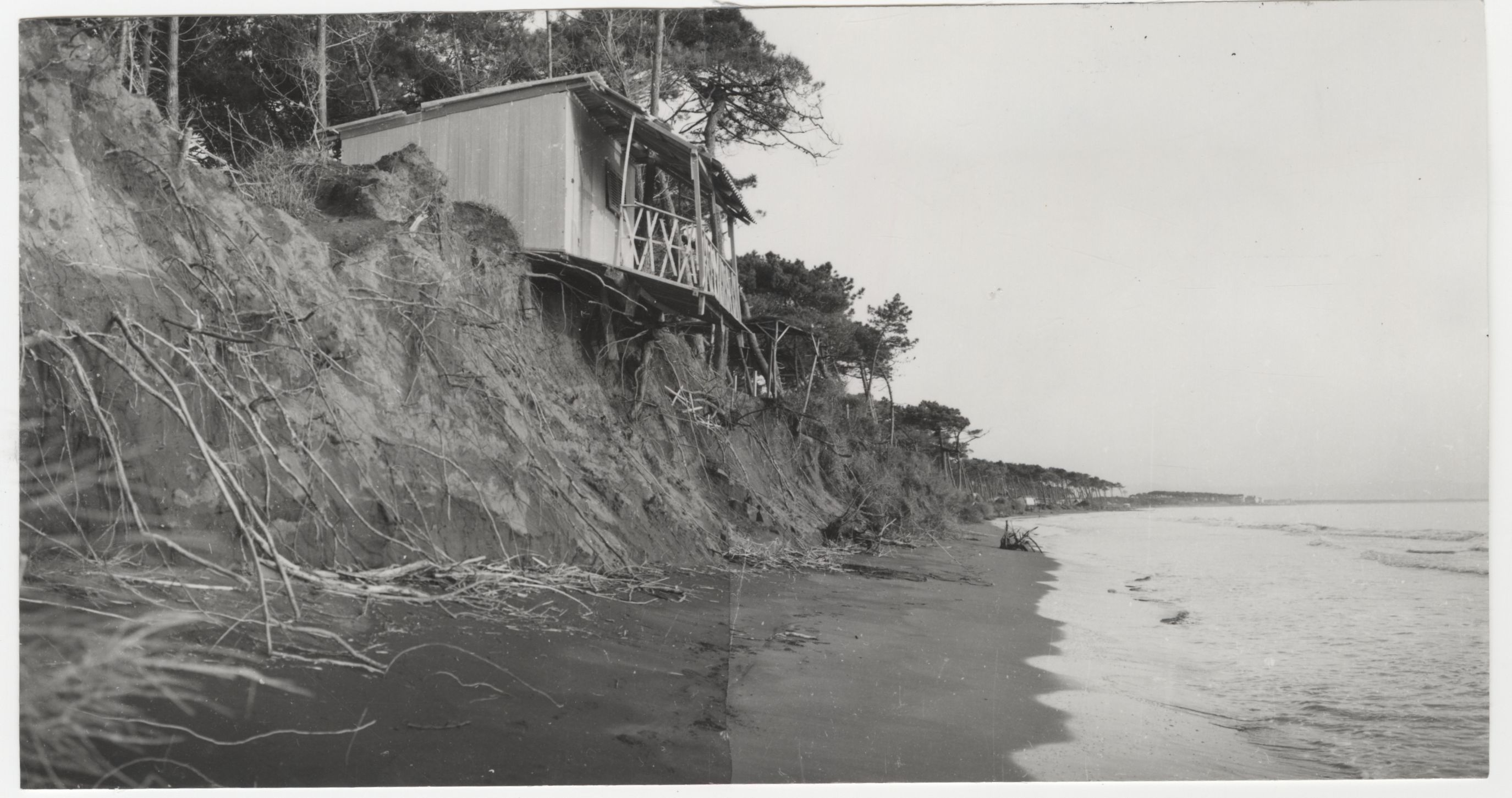
Erosione nella foce del Cecina nel 1966 (Archivio storico del Touring Club Italiano)

Il fiume nasce nell'estremità nord-orientale della provincia di Grosseto, nel comune di Montieri, da una serie di rivoli (dei quali il fosso di Bucafaggi è tra i maggiori) situati nell'impluvio esistente tra il Poggio di Montieri e le Cornate di Gerfalco nelle Colline Metallifere. Dirigendosi verso nord, transita a ovest di Travale (dove ha già assunto ormai l'idronimo Cècina), solca un breve tratto del comune di Radicondoli in provincia di Siena, in seguito volge il suo corso verso nord-ovest e separa il comune di Casole d'Elsa da quello di Castelnuovo Val di Cecina in provincia di Pisa, per poi entrare nel comune di Pomarance, dove riceve in sinistra idrografica il suo affluente più importante: il torrente Pavone, fin qui quasi un gemello del fiume Cecina per andamento e portata.
Una volta ricevuto il torrente Pavone, il fiume Cecina continua a scorrere verso nord-ovest e poi decisamente a ovest interessando i territori comunali di Pomarance, Volterra, Montecatini Val di Cecina, Guardistallo, Montescudaio  e Riparbella, attraversando nel tratto pianeggiante di questi ultimi due comuni la Maremma pisana.
A Ponteginori riceve le acque del torrente Trossa, mentre a Casino di Terra riceve il torrente Sterza (proveniente dalla zona di Canneto, da non confondere con l'omonimo torrente che si getta invece nell'Era), in entrambi i casi in sinistra idrografica.
Nel tratto terminale, il corso d'acqua entra nella Maremma livornese attraversando interamente da nord-est a sud-ovest il territorio comunale di Cecina; sfocia ad estuario nel Mar Tirreno (anche se geograficamente si tratta del mar Ligure) presso Marina di Cecina, in località Bocca di Cecina, sito attualmente utilizzato come porto canale per imbarcazioni turistiche e da diporto.

## Sito di interesse comunitario
Il tratto del corso del fiume che attraversa la provincia di Pisa tra le località di Berignone e Ponteginori è stato classificato come sito di interesse comunitario dal Ministero dell'Ambiente.